# Help, mijn man heeft een Hobby!
Help, mijn man heeft een Hobby! was een Nederlands televisieprogramma dat sinds september 2008 werd uitgezonden op RTL 4.
In het programma gaat John Williams op zoek naar mannen die veel te veel tijd besteden aan hun hobby, en te weinig tijd overhouden voor hun gezin. John gaat samen met een mental coach aan de slag om de man af te helpen van zijn doorgeslagen hobby.

## Kijkcijfers
| Datum             | Kijkcijfers | Marktaandeel |
| ----------------- | ----------- | ------------ |
| 4 september 2008  | 722.000     | 12,7%        |
| 11 september 2008 | 806.000     | 14,3%        |
| 18 september 2008 | 887.000     | 14,5%        |
| 25 september 2008 | 933.000     | 15,6%        |
| 2 oktober 2008    | 1.062.000   | 16,2%        |
| 9 oktober 2008    | 999.000     | 16,4%        |